# Lavičné
Lavičné település Csehországban, a Svitavyi járásban. Lavičné Rohozná, Banín, Bělá nad Svitavou és Svojanov településekkel határos. Lakosainak száma 125 fő (2024. január 1.).

## Népesség
A település lakosságának változását az alábbi diagram mutatja:
| Lakosok száma | 270  | 330  | 294  | 183  | 153  | 116  | 113  | 117  | 112  | 125  |
|               | 1869 | 1900 | 1921 | 1961 | 1980 | 2011 | 2016 | 2019 | 2021 | 2024 |